# Наслідки (фільм, 1990)
«Наслідки» (англ. Aftershock) — американський фантастичний бойовик 1990 року.

## Сюжет
Як і належить, після чергової світової війни настали важкі антиутопічні часи: кругом розруха, влада в руках злісних мілітаристів, яким намагаються протистояти підпільники-демократи. Посеред цього хаосу раптом матеріалізується дівчина-посланець іншої цивілізації. Сабіна явно не від світу цього: на руці немає штрих-коду, говорити спочатку не вміє, надто наївна, зате тести показують, що її IQ в два рази вище будь-якої людини, а вік відповідає грудному немовляті. Зрозуміло, військові намагаються іншопланетянку зловити, а захищають її відважний воїн-одинак і благородні повстанці. Навіщо вона прилетіла? Справа в тому, що брати по розуму помилилися: вони повірили брехливим посмішкам земних політиків, трансльованих по ТБ, і захотіли навчитися у людства мирному існуванню, однак, поки Сабіна до Землі добралася, посмішки змінилися жорстокістю і вбивствами.

## У ролях
- Джеймс Лью — містер Джеймс
- Майкл Стендінг — Грубер
- Елізабет Кайтан — Сабріна
- Джей Робертс мол. — Віллі
- Кріс Дероса — Брандт
- Джон Сексон — Олівер Куїн
- Діанна Олівер — танцюристка
- Расс Темблін — Хенк Франклін
- Маттіас Г'юз — Кессіді
- Майкл Берріман — Квін
- Чак Джеффріс — Денні Джиррард
- Крістофер Мітчум — полковник Слейтер
- Річард Лінч — командувач Естерн
- Джулі Вудсайд — бунтівниця
- Рон Альтофф — воєнізований 1
- Пет МакГроарті — воєнізований 2
- Клаудія Вік — Велика Сестра, озвучка
- Боб Шотт — противник Квін
- Сьюзен Лемлі
- Чарльз Лі
- Барбара Керр
- Грег Галлахер
- Онтеріо Форд
- Пір Еббігаусен
- Крістін Тордасон
- Гарі Янг
- Жан Пол Лі
- Ельнар Даніельсон
- Веслі Пітерман
- Деніел Бродерсен
- Еджілл Орн Еджілсон
- Стів Джонсон
- Джон Скотт
- Моніка Маршалл
- Маркус Каррізо
- Еміль Ньюбауер
- Фіран Прак
- Філліп Сміт
- Крістіан Джиронда
- Вал Кремніон
- Мартін Ленхарт
- Корі Конжер
- Крістофер Вайт
- Річард Марчевка
- Чарльз Девіс
- Вік Веслі
- Джон Брінкман
- Джон Бішоп
- Луіс Делгадо
- Джон Воллес
- Ліза Ліндер
- Рональд Джонсон
- Даріо Антепара
- Кріс Чун
- Стівен Меснер
- Кріс Лемлі
- Пітер Томмасі
- Джиммі Брантлі
- Грег Браудер
- Ентоні Гувер
- Пітер Хакерман
- Анна Девіс
- Майкл Шуковскі
- Ерік Мідер
- Брюс Девіс
- Рон Хіггінс
- Дуглас Пфлаг
- Кейт МакАллістер
- Карен Клічовскі
- Рональд Ерл
- Алан Бельмор
- Джон Бартон
- Джон Потералскі
- Кейт Паркер
- Вернон Гордон
- Велтон Волк
- Чарльз Браун
- Рональд Вудс
- Брайан Вудс
- Шерон Стюарт
- Хелен Фармер
- Кріс Доусон
- Леандра Тайлер
- Лорел Грешам
- Елізабет Діаз
- Шерон Орхард
- Тоні Етвелл
- Чак Скалл
- Біллі Норріс
- Біллі Нортон

в титрах не вказані
- Аль Леонг — боєць
- Патріція МакФерсон — дівчина в барі
- Джералд Окамура — боєць